# Sokhut
Sokhut är ett vattendrag i Armenien.   Det ligger i provinsen Vajots Dzor, i den centrala delen av landet, 90 kilometer öster om huvudstaden Jerevan.
Trakten runt Sokhut består i huvudsak av gräsmarker. Runt Sokhut är det ganska glesbefolkat, med 28 invånare per kvadratkilometer.